# Megurine Luka
Megurine Luka (巡音ルカ?), también conocida como  Luka Megurine o simplemente como Luka, es el cuarto banco de voz desarrollado por Crypton Future Media y el tercero de la serie Character Vocal Series (CV). Su banco de voz funciona con la tecnología del software de síntesis de voz de Yamaha Corporation, Vocaloid 2 y Vocaloid 4. Su proveedora de voz es la actriz Japonesa Yū Asakawa. Ella al igual que sus VOCALOIDs compañeros ha aparecido en numerosos conciertos en vivo a lo largo del mundo en forma de holograma.

## Desarrollo
Luka se desarrolló por Crypton Future Media usando el software Vocaloid 2. Su proveedora de voz es Yū Asakawa.
Megurine Luka fue originalmente diseñada para ser la primera Vocaloid del Character Vocal Series que Crypton liberaría y se iba a nombrar como "Hatsune Miku", diseñada para ser capaz de cantar en inglés y japonés.  Aun así, el concepto se tuvo en mente y el nombre fue utilizado por otro banco de voz desarrollado por Crypton en 2007, haciendo a Luka la 3º vocal del Character Vocal Series para ser liberada en 2009 con un banco de voz nuevo.

### Software adicional
Originalmente se decía que el banco de voz recibiría una actualización titulada como "Megurine Luka Append" desarrollado para Vocaloid 2.Luka Append fue utilizado en el álbum Vocaloid Minzoku Chō Kyokushū (VOCALOID民族調曲集?) para la canción Hoshizora to Yuki no Butōkai (Zeal mix).  El álbum promocional Vocalo Append utilizó una beta de Luka Append "Soft". Luka estaba anunciada a ser liberada a favor de la  actualización de Vocaloid2, Vocaloid 3 el 1 de diciembre de 2011.  Una vez más, la actualización de Vocaloid 3 no ocurrió. Durante el breve período en que el sitio web de Luka V3 estuvo activo, las voces que se crearon para ella fueron:
Power/Soft/Cute/Whisper/Closed
Y una versión inglesa (Megurine Luka V3 English).
El 19 de marzo de 2015, se lanzó una nueva versión de Luka desarrollada para Vocaloid 4, llamada Megurine Luka V4X, que contienia un paquete de 6 voces: 4 para japonés y 2 para inglés. Las voces japonesas fueron llamadas "Hard", "Soft", "Hard EVEC" y "Soft EVEC", mientras que las voces en inglés se titularon "Straight" y "Soft". Las voces japonesas "HARD EVEC" y "Soft EVEC" utilizaron el nuevo sistema llamado "E.V.E.C."  (Enhanced Voice Expression Control, o Control de Expresión de Voz Mejorado, en español).
El sistema E.V.E.C. de Piapro Studio permitió ajustes delicados de los sonidos fonéticos para cambiar la forma en que se reproduce un sonido. Los "colores" llamados así, con EVEC para Luka son; "Power 1", "Power 2", "Native", "Whisper", "Dark", "Husky", "Soft", "Falsetto" y "Cute". Las 4 voces japonesas podrían usar el nuevo sistema "Cross-Synthesis o Sintesis Cruzada" ("XSY") en Vocaloid4 juntos, mientras que las 2 voces en inglés podrían sintetizarse de forma cruzada también entre sí.

## Marketing
A pesar de la inclusión del banco de voz en inglés, Megurine Luka no estaba dirigida a una audiencia mundial, sino que se centraba principalmente en los productores japoneses. En 2010, Luka fue clasificada como el tercer producto Vocaloid más popular que Crypton ha vendido. En octubre de 2013, el software Vocaloid 2 de Luka desapareció de los 10 principales productos cuando el banco de voz Hatsune Miku V3 y su derivaciones de voces interrumpieron la clasificación. Luka ya había caído al sexto lugar durante el período de 2013 como resultado del lanzamiento de KAITO V3, pero esta fue la primera vez que Luka había desaparecido de las listas. Después de que las listas comenzaron a establecerse nuevamente, Luka comenzó a ocupar el mismo lugar en las listas que ocupaba anteriormente KAITO V1 ( es decir de 6 ° a 8 ° lugar), poniendo la popularidad del producto a la par con el producto anterior. Después del lanzamiento de MEIKO V3, Luka se convirtió en un miembro de las Character Vocal Series que aun conservaba su banco de voz en Vocaloid 2, dejándola en el quinto lugar en clasificaciones. Sin embargo, las voces de Vocaloid 2 estaban ausentes en la clasificación de abril de 2014. A mediados de 2014, tanto ella como los bancos de voz Kagamine Rin/Len V2, ya no ocupaban lugares constantes en las clasificaciones y estaban constantemente dentro y fuera de las listas de ventas de Crypton Future Media. En marzo de 2015, el paquete Megurine Luka V4x obtuvo el puesto número 1 en ventas de todos los instrumentos digitales en Big Fish Audio. Poco después del lanzamiento del paquete V4x, tomó el ranking de las mejores ventas de Crypton y permaneció allí en abril de 2015. El 1 de mayo, el sitio se actualizó para revelar el paquete ahora estaba en el tercer de lugar en clasificación detrás de Hatsune Miku V3.

## Características
Según KEI, a quien Crypton le pidió que la ilustrara, debido a su software bilingüe, su diseño se hizo asimétrico, por lo que desde diferentes ángulos se vería diferente. A diferencia de las los personajes anteriores de Crypton, su disfraz no se basa en un uniforme escolar. Ella se basa en el sintetizador "Yamaha VL1 VL-1". Su vestido fue diseñado para verse pasado de moda, para hacerla representar el pasado, como una forma de contraste, la "∞" en su cuello representa "un sonido alrededor". Su diseño incorpora instrumentos de viento de madera y latón. El diseño de rizos dorados en su pecho imita instrumentos de latón y un órgano circulatorio. La joya azul cerca de su garganta representa humedad en el aire y gotas de agua.

## Música presentada
Hasta ahora, Luka ha sido utilizada en más de 210 canciones y una de sus canciones titulada "ダ ブ ル ラ リ ア ッ ト (Double Lariat)", de Agoaniki-P, es considerada una de sus canciones más populares con más de 7,000,000 de reproducciones en el sitio web Niconico.